# Mind the Gap
A Mind The Gap a Scooter együttes tizedik albuma. 2004-ben jelent meg, háromféle változatban: vékony tokos minimálkiadás (2 számmal kevesebb volt rajta), normál tokos egy CD-s, valamint kétlemezes koncertfelvételes. Négy kislemez jelent meg: One, Shake That, Jigga Jigga, és Suavemente11 . A Jigga Jigga és a Trip To Nowhere nincs a Basic kiadáson.

## Áttekintés
A "The Stadium Techno Experience" megjelentetése után hosszú ideig, több mint egy évig nem jelent meg új album. Ebben közrejátszottak az előre lekötött fellépések szerte a világon, H.P. balesete, minek hatására kificamította a vállát; a hamburgi tizedik születésnapi koncert, és sok egyéb apróság. 2003 végén azonban megjelent a Jigga Jigga!, mint egy új kislemez, mely szigorúan egyik lemezhez sem volt köthető. Legközelebb csak 2004 augusztusában hallhattunk újdonságot a Scootertől: előbb felbukkant két, nyilvánvalóan hamis hangfájl az Interneten, melyek a "Sunvean (Cold Days)" című, valójában sosem létezett Scooter-kislemez hangmintái voltak. Majd később a Scooter hivatalos fórumán elterjedt, hogy a következő kislemez címe S.H.a.K.E. lesz, melyet Jens Thele üzenetben cáfolt. Nem egészen két hét múlva jelentették be, hogy a kislemez címe "Shake That!" lesz, és az album előtt három héttel fog megjelenni. A "Mind The Gap" album végül 2004 novemberében kerülhetett ki a boltokba. A Scooter tagjainak bevallása szerint ez a lemez "örömzenélés" volt a számukra, ami meg is látszik a dalokon: csupa különböző szerzemény, stílusok és hangzások egyvelege.

## A dalokról
A lemez intrója a "Killer Bees", mely méhdöngés mellett a londoni metró hangosbemondásából tartalmaz részleteket (innen az album borítója és címe is). Ezt követi a "One (Always Hardcore)", mely egy régi hardcore szám átdolgozása, ami hatalmas siker lett. A "Shake That!", mint első kislemez, rendkívül szokatlan volt a rajongók számára, mivel alapjában véve egy funky house dalról van szó, ami a hetvenes évek diszkóvilágába küld vissza minket. A "My Eyes Are Dry" egy tempós szerzemény, H.P. eltorzított hangjával a háttérben. Ezt követi az "All I Wanna Do", mely kifejezetten egy gyors szám, breakbeat-tel indít, van benne HPV (magasra torzított énekhang), ennek hatására kicsit a kilencvenes évekbeli Scooter hangulatát hozza vissza. A "Jigga Jigga!" eredetileg nem erre a lemezre készült, de bizonyos változatain megtalálható, ezért itt kell megemlékezni róla. A szám gyors, erőteljes, amit két ponton szakít csak meg Nikk énekhangja. A "Panties Wanted" egy kevésbé gyors, elektromos gitár-effekteket is tartalmazó szám, melynek koncerteken az volt a célja, hogy a hölgyek feldobálják fehérneműiket a színpadra (ahogy az az Excess All Areas DVD-n is látható).
Ezt követi a "Trance-Atlantic", ami a maga közel 8 perces hosszával az album leghosszabb száma, és egy vérbeli instrumentális trance-szerzemény. Az utána következő "Stripped" egy szinte száz százalékos Depeche Mode-feldolgozás, amely majdnem megjelent kislemezen is, de végül mégis elálltak tőle (2007-ben aztán az Internetről lehetett letölteni). A "Suavemente" egy nyári dal, latinos ritmusokkal, jól táncolható stílusban, mely azonban eltér a kislemezváltozattól – nincs benne például szöveg. A "The Chaser" egy gyors szerzemény, melyet csak Nikk énekbetétjei szakítanak meg időnként. Ezt követi a "The Avenger's Back", a "Knock On Wood" feldolgozásaként, kicsit szvinges beütést kölcsönözve a számnak. A lemez lezárásaképpen a "Trip To Nowhere" hallható, mely ismét egy hamisítatlan instrumentális trance-dal.

## Számok listája
| #  | Cím                   | Szerző                                                                                       | Hossz |
| -- | --------------------- | -------------------------------------------------------------------------------------------- | ----- |
| 1  | Killer Bees           | H.P. Baxxter, Rick J. Jordan, Jay Frog, Jens Thele                                           | 1:30  |
| 2  | One (Always Hardcore) | Jeroen Streunding, H.P. Baxxter, Rick J. Jordan, Jay Frog, Jens Thele                        | 3:46  |
| 3  | Shake That!           | Harry Wayne Casey, Richard Raymond Finch, H.P. Baxxter, Rick J. Jordan, Jay Frog, Jens Thele | 3:19  |
| 4  | My Eyes Are Dry       | H.P. Baxxter, Rick J. Jordan, Jay Frog, Jens Thele                                           | 2:54  |
| 5  | All I Wanna Do        | Wyn Cooper, Sheryl Crow, Bill Bottrell, David Baerwald, Kevin Gilbert                        | 4:21  |
| 6  | Jigga Jigga!          | H.P. Baxxter, Rick J. Jordan, Jay Frog, Jens Thele                                           | 3:55  |
| 7  | Panties Wanted        | Serhat Sakin, Mathias "Sugarstarr" Weber, H.P. Baxxter, Rick J. Jordan, Jay Frog, Jens Thele | 4:33  |
| 8  | Trance-Atlantic       | H.P. Baxxter, Rick J. Jordan, Jay Frog, Jens Thele                                           | 7:53  |
| 9  | Stripped              | Martin Gore                                                                                  | 3:29  |
| 10 | Suavemente            | Elvis Crespo                                                                                 | 3:38  |
| 11 | The Chaser            | H.P. Baxxter, Rick J. Jordan, Jay Frog, Jens Thele                                           | 4:10  |
| 12 | The Avenger's Back    | Cropper, Floyd, H.P. Baxxter, Rick J. Jordan, Jay Frog, Jens Thele                           | 2:59  |
| 13 | Trip To Nowhere       | H.P. Baxxter, Rick J. Jordan, Jay Frog, Jens Thele                                           | 5:02  |

### 20 Years Of Hardcore bónusztartalom
1. Jigga Jigga! (Club Mix)
2. Shinjuku
3. Jigga Jigga! (Flip & Fill Remix)
4. Jigga Jigga! (Pez Tellet v Northstarz)
5. Jigga Jigga! (Clubstar's Sunlight Mix)
6. Shake That! (Club Mix)
7. Shake That! (CJ Stone Mix)
8. Suffix
9. Shake That! (Steve Murano Mix)
10. Shake That! (Klubbheads Grossraum Mix)
11. One (Always Hardcore) (Club Mix)
12. Circle Of Light
13. Suavemente (Club Mix)

## Közreműködtek
- H.P. Baxxter (ének)
- Rick J. Jordan (szintetizátorok, gitár, keverés)
- Jay Frog (szintetizátorok, utómunka)
- Nikk (vokál)
- Mathias Bothor (fényképek)
- Marc Schilkowski (borítóterv)

## Videóklipek
A lemezhez köthető számok közül négynek készült videóklipje.
Kronológiailag a "Jigga Jigga!" volt az első. Ennek a felvételei Japánban zajlottak, a Scooter turnéja alatt készítettek néhány jelenetet, valamint a koncertekből is bekerültek képkockák.
A "Shake That!" klipje vegyíti a század elejének és a hetvenes éveknek a képi világát. A történet szerint egy cirkuszi bűvész agyszüleményeként jelenik meg H.P., Rick, és Jay, akik a diszkóskorszak öltözetében hódítják meg a közönséget.
A "One (Always Hardcore)" klipje két részből áll. Az egyik felét Németországban, az Északi-tenger partján vették fel a homokkal borított strandon. A Scooter tagjai egy alagútban vannak, illetve nézik H.P.-t, ahogy a tengerparton vezet egy veterán sportautót. A másik részben a kijevi koncertjükből láthatunk bevágott részleteket.
A "Suavemente" klipje igazodik a dal nyárias hangulatához. Különféle helyszíneken láthatóak a tagok, bikinis lányok társaságában.

## Érdekességek
- A Stripped című számot a Depeche Mode készítette, de a Rammstein is feldolgozta. A Suavemente helyett eredetileg ezt tervezték kislemezként kiadni, de aztán a rajongók meglepődésére elálltak tőle. 2007 júniusában azonban, két évvel a tervezett kiadás után, mégis felkerült a scootertechno.com-ra egy limitált verzió belőle.
- A "20 Years Of Hardcore" változaton a "Suavemente" albumverzióját lecserélték a kislemezverzióra. Ugyanezen a változaton a "Stripped"-nek nem az eredeti albumverziója hallható, hanem egy minimális mértékben megváltoztatott verziója, amelyet a koncerteken játszottak. A B-oldalas "Suffix" pedig egy néhány másodperccel hosszabb verzióban hallható.
- 2025-ben Talla 2XLC elkészítette a "Trance-Atlantic" feldolgozását[1].

## Feldolgozások
- Killer Bees: The JAMs – Mind The Gap
- One (Always Hardcore): Bodylotion – Always Hardcore, Capella – Move On, Baby (csak a kislemezváltozatban)
- Shake That: KC And The Sunshine Band – Shake Your Booty, Tito & Tarantula – After Dark, Jack E Makossa – The Opera House
- My Eyes Are Dry: Tuxedomoon – No Tears
- All I Wanna Do: Sheryl Crow – All I Wanna Do
- Jigga Jigga: Mac Zimms – L'Announce Des Couleurs (The Mystery Remix), Fictivision vs. C-Quence – Symbols, Alex M.O.R.P.H. – Creatures of the Sunlight
- Panties Wanted: Bad City Rockers – Panties Wanted
- Trance-Atlantic: Active Sight – Out Of Our Lives
- Stripped: Depeche Mode – Stripped
- Suavemente: Elvis Crespo – Suavemente
- The Chaser: Lucia Di Lammermoor – The Diva Dance, Breakbeat Era – Bullitproof
- The Avenger's Back: Eddie Floyd – Knock On Wood, Suzi Quatro – Can the Can
- Trip To Nowhere: BT – Godspeed, Cristalle – Viframa (Katana ft. Precision Remix), Solar Stone – Solarcoaster

## Helyezések

### Nagylemez
| Ország       | Helyezés   |
| ------------ | ---------- |
| Németország  | Aranylemez |
| Magyarország | Aranylemez |
| Ausztria     | 34         |
| Csehország   | Aranylemez |
| Svédország   | 44         |
| Svájc        | 67         |
| Hollandia    | 83         |

### Kislemezek
|                       | Németország | Izrael | Magyarország | Ausztria | Norvégia | Finnország | Dánia | Svédország | Észtország | Moldova | Írország | Svájc | Egyesült Királyság | Belgium | Hollandia | Portugália | Spanyolország | Ausztrália |
| --------------------- | ----------- | ------ | ------------ | -------- | -------- | ---------- | ----- | ---------- | ---------- | ------- | -------- | ----- | ------------------ | ------- | --------- | ---------- | ------------- | ---------- |
| Jigga Jigga!          | 10          | 2      | 3            | 9        | 10       | 12         | 17    | 24         | 29         | 32      | 34       | 45    | 48                 | -       | 50        | -          | -             | -          |
| Shake That!           | 8           | 7      | 1            | 12       | 4        | 9          | 10    | 12         | 2          | -       | -        | 38    | -                  | 41      | 24        | 17         | 20            | 54         |
| One (Always Hardcore) | 7           | -      | 2            | 5        | -        | 9          | 18    | 60         | -          | -       | -        | 30    | -                  | 41      | 10        | -          | -             | -          |
| Suavemente            | 22          | -      | 4            | 27       | -        | -          | 10    | 58         | -          | -       | -        | 39    | -                  | 25      | 18        | -          | 17            | -          |

## Forráshivatkozások
1. ↑   (2025. július 25.) „Talla 2XLC - Trance Atlantic” (angol nyelven). (Hozzáférés: 2025. július 27.)